# St. Andrä, Beljak
St. Andrä je naselje Statutarnega mesta Beljak na Koroškem v Avstriji.